# Sean Finning
Sean Finning (* 22. Januar 1985 in Kyneton) ist ein ehemaliger australischer Radrennfahrer, der Rennen auf Bahn und Straße sowie als Pilot im Paracycling bestritt.

## Sportliche Laufbahn
Sean Finning wurde 2002 Vizeweltmeister der Junioren in der Mannschaftsverfolgung auf der Bahn. Ein Jahr später gewann er in derselben Disziplin die Bronzemedaille. 2005 wurde Finning nationaler Meister im Punktefahren und fuhr ab 2006 für das australische Continental Team Southaustralia.com-AIS. Bei den Commonwealth Games 2006 in Melbourne gewann er die Goldmedaille im Punktefahren vor Hayden Roulston und Geraint Thomas. Auf der Straße gewann er jeweils eine Etappe beim Coupe de la Paix, bei der Tour of Gippsland und bei der Tasmanien-Rundfahrt. In der Saison 2007 wurde Finning australischer Meister in der Mannschaftsverfolgung, er gewann eine Etappe bei der Tour of the Southern Grampians, ein Teilstück der Tour of Gippsland und er gewann das U23-Straßenrennen der Oceania Games.
In den folgenden Jahren errang Finning weitere australische Meistertitel in verschiedenen Disziplinen auf der Bahn. 2012 gewann er beim Straßenrennen der Ozeanienmeisterschaften die Bronzemedaille. Zudem betätigte er sich als Pilot im Paracycling. Bei den UCI-Paracycling-Bahnweltmeisterschaften 2011 holte er als Pilot des sehbehinderten Bryde Lindores auf dem Tandem die Bronzemedaille in der Einerverfolgung. Im Jahr darauf holten die beiden Sportler gemeinsam bei den Sommer-Paralympics in London die Silbermedaille in der Einerverfolgung.

## Erfolge

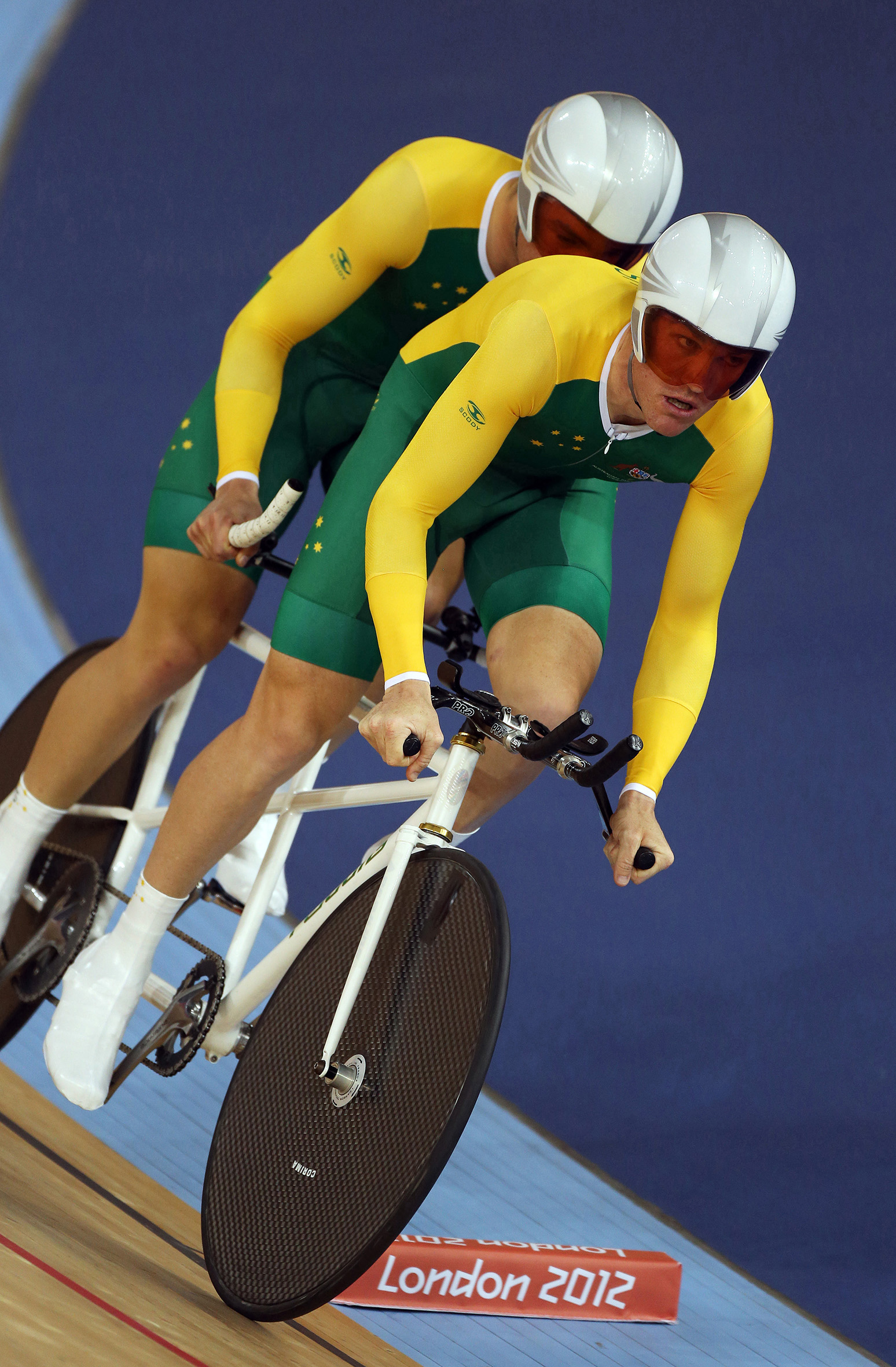
Finning als Pilot von Bryce Lindores bei den Sommer-Paralympics 2012

### Bahn
2002
- Junioren-Weltmeisterschaft – Mannschaftsverfolgung (mit Mark Jamieson, Nicholas Sanderson und Chris Sutton)

2003
- Junioren-Weltmeisterschaft – Mannschaftsverfolgung (mit Michael Ford, Chris Pascoe und Andrew Wyper)
- Australischer Junioren-Meister – Punktefahren, Zweier-Mannschaftsfahren (mit Michael Ford)

2004
- Australischer Meister – Zweier-Mannschaftsfahren (mit Bradley Norton)

2005
- Australischer Meister – Punktefahren

2006
- Commonwealth Games – Punktefahren

2007
- Australischer Meister – Mannschaftsverfolgung (mit Zakkari Dempster, Richard England und Michael Ford)

2008
- Australischer Meister – Punktefahren, Mannschaftsverfolgung (mit Leigh Howard, James Langedyk und Glenn O’Shea)

2009
- Australischer Meister – Zweier-Mannschaftsfahren (mit James Langedyk)

### Paracycling
2012
- Sommer-Paralympics – Einerverfolgung (als Pilot von Bryce Lindores)

### Straße
2006
- eine Etappe Tasmanien-Rundfahrt

2007
- Ozeanienspielesieger (U23) – Straßenrennen

2012
- Ozeanienmeisterschaft – Straßenrennen

## Teams
- 2006 Southaustralia.com-AIS
- 2007 Southaustralia.com-AIS